# جون كينت (سياسي)
جون كينت (بالإنجليزية: John Kent)‏ هو سياسي أيرلندي، ولد في 1805 في جمهورية أيرلندا، وتوفي في 1 سبتمبر 1872 في سانت جونز في كندا. حزبياً، نشط في Liberal parties in pre-confederation Newfoundland ‏. وقد انتخب Premier of Newfoundland and Labrador ‏ (16 يوليو 1858 – 1 مارس 1861).